# 莫克镇战役
莫克镇战役是叙利亚内战期间发生于哈马省的一场战役，交战双方是反对派武装和叙利亚政府军。这场战役是围绕着莫克镇（Mork）进行的。2014年2月1日，该镇被反对派武装占领，之后政府军一直试图夺回该镇。

## 反对派占领莫克镇
2月1日，据报道反对派武装占领了莫克镇北部的al-Harsh检查站和位于Helfaya与Taybat al-Imam之间的al-Jeser检查站。反对派还占领了al-Aboud检查站，之后完全控制了莫克镇并切断了通往Wadi al-Daif与迈阿赖努阿曼附近al-Hamidiyah军事基地的补给线，并孤立了位于Khan Shaykhun的政府军检查站。通过这一系列军事行动，反对派武装成功与哈马市东部与西部郊区之间的反对派取得汇合。

## 政府军的反攻
2月3日，在Soran大桥附近，反对派武装与一支正驶往莫克镇的政府军车队交火。根据叙利亚人权观察组织（SOHR）的报道，在战斗中至少有20名政府军丧生。
2月5日，据报道在莫克镇北部、索兰镇（Soran）和莫克镇南部的高速公路政府军与反对派武装发生交战。有报道显示索兰镇已经被政府军攻占。
2月11日，据报道莫克镇南部的al-Aboud检查站遭到自杀式汽车炸弹袭击，至少10名亲政府武装分子丧生。
2月17日，据报道政府军对莫克镇发动猛攻，但被反对派武装击退。当天晚些时候政府军再次进入了莫克镇周边地区。
2月28日，根据当地活动人士报道，叙利亚政府军成功向莫克镇推进，推进过程中有激烈交火和猛烈轰炸发生。
3月4日，在莫克镇南部的国际公路上有激烈冲突发生，而莫克镇西部地区遭到政府军空袭。
3月17日，莫克镇周边地区有激烈冲突发生。
3月24日，SOHR声称政府军试图突破反对派在莫克镇的防线，但数次尝试均被反对派武装击退。
4月4日，据报道有6名反对派武装在莫克镇周边的冲突中丧生。
4月14日，政府军占领了莫克镇部分地区。
10月23日，政府軍在親政府民兵的支援下完全收復莫克鎮。超過200名伊斯蘭陣線武裝分子、27名敘利亞陸軍士兵和32名國防軍民兵在最後一個星期的戰鬥中喪生。